# Modelo spring-block
Criado por R. Burridge e L. Knopoff, o modelo numérico e empírico conhecido por spring-block tenta descrever de forma simples o mecanismo de um terremoto através do papel do atrito existente entre as falhas tectônicas. Este modelo se resume a considerar um sistema de blocos apoiados em superfícies onde existe atrito e estes blocos estão conectados aos seus vizinhos por molas. Ao se puxar um dos blocos do sistema tem-se uma reação do tipo avalanche, produzindo assim um efeito semelhante ao terremoto.
O interessante deste modelo é que apesar de simples fornece resultados próximos aos resultados obtidos empiricamente através de terremotos.